# Microrégion de Pirassununga
La microrégion de Pirassununga est l'une des cinq microrégions qui subdivisent la mésorégion de Campinas de l'État de São Paulo au Brésil.
Elle comporte 4 municipalités qui regroupaient 183 687 habitants en 2010 pour une superficie totale de 1 740 km².

## Municipalités[1]
- Aguaí
- Pirassununga
- Porto Ferreira
- Santa Cruz das Palmeiras